# Joaquim Leitão

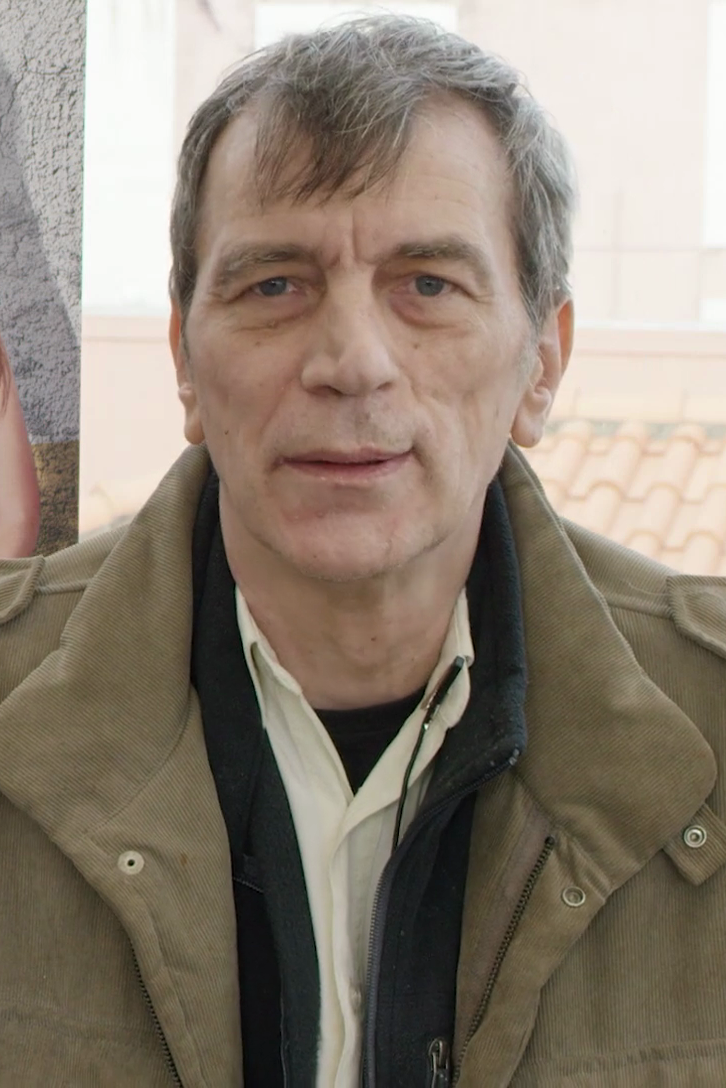
Joaquim Leitão, 2017

Joaquim do Nascimento Leitão Rodrigues (* 21. Dezember 1956 in Lissabon) ist ein portugiesischer Filmschauspieler und -regisseur.

## Leben
Er begann 1973 ein Jurastudium, das er 1975 abbrach. Er schrieb sich an der Filmhochschule des Nationalkonservatoriums ein und schloss 1980 das Studium des Filmschnitts ab. Mit einem Kurzfilm für das staatliche Fernsehen RTP begann er seine Regiearbeiten. Er steht aber im Laufe seiner gesamten Karriere auch immer wieder als Schauspieler vor der Kamera.
1986 drehte er Duma Vez por Todas („Ein für alle Mal“), ein Alfred-Hitchcock-beeinflusster Kriminalfilm mit dem Musiker und späteren Madredeus-Gründer Pedro Ayres Magalhães und dem deutsch-portugiesischen Model Vicky von Schirnding de Almeida in den Hauptrollen. Auch der folgende Kriminalfilm Ao Fim da Noite lief erfolgreich, sowohl im Kino als auch als DVD-Wiederveröffentlichung (in einer Kollektion der Tageszeitung Público, in der auch seine Komödie Uma Vida Normal erschien).
1994 drehte er als Auftragsarbeit für die Kulturhauptstadt-Europas-Lissabon´94 Uma Cidade Qualquer („Irgendeine Stadt“) mit Ana Bustorff und Luís Alberto, und die Tragikomödie „Ein ganz normales Leben“ (Uma Vida Normal, mit Joaquim de Almeida in der Hauptrolle), eine kritische Betrachtung modernen städtischen Lebens.
Es folgten Adão e Eva („Adam und Eva“, 1995) mit Maria de Medeiros als bisexuelle Fernsehmoderatorin mit Kinderwunsch und Joaquim de Almeida als ihrem unsympathischen Kollegen, und Tentação („Versuchung“, 1997), der einige gesellschaftliche und religiöse Tabus anspricht. Mit Cristina Câmara als hübsches, drogenabhängiges „Schwarzes Schaf“ eines kleinen nordportugiesischen Dorfes, mit Joaquim de Almeida als Dorfpfarrer, und mit Musik der populären Rockband Xutos & Pontapés, wurde das spannend erzählte Drama einer der bis dahin erfolgreichsten portugiesischen Kinofilme überhaupt.
Leitão drehte 2005 zum Tod von Álvaro Cunhal einen Fernsehmehrteiler über das Leben des langjährigen Vorsitzenden der Kommunistischen Partei Portugals, der auch Schriftsteller, Minister und Widerstandskämpfer gegen die Salazar-Diktatur war. Der 2006 folgende, im portugiesischen Kolonialkrieg angesiedelter Thriller 20,13 wurde nur ein Achtungserfolg, danach erlangte er mit A Esperança Está Onde Menos Se Espera („Hoffnung ist dort, wo man sie am wenigsten erwartet“, 2009) eine größere Aufmerksamkeit beim Publikum. 2014 gelang ihm mit der so romantischen wie feministischen Tragikomödie Sei Lá erneut ein Publikumserfolg, den er 2017 mit O Fim da Inocência noch steigern konnte.
Auch als Schauspieler hat er in vielen portugiesischen Kinoproduktionen mitgewirkt, darunter einige der erfolgreichsten heimischen Filme überhaupt, wie O Lugar do Morto („Der Platz des Toten“, 1984), Jaime (1999), „Nelken für die Freiheit“ (2000), Portugal S.A. („Portugal GmbH“, 2004), Call Girl (2007) oder Os Gatos Não Têm Vertigens (2014). Auch in der erfolgreichen internationalen Literaturverfilmung Nachtzug nach Lissabon hatte er 2013 eine Rolle.

## Rezeption
Die Kritik nahm seine ersten Regiearbeiten sehr wohlwollend auf und sah in ihm das Potential für einen neuen Richtungswechsel im Kino Portugals. Seinen Filmen wurde eine fesselnde Atmosphäre und eine sowohl technisch als auch erzählerisch gelungene Darbietung attestiert, sowohl in seinen Kriminalfilmen (Duma Vez por Todas, Ao Fim da Noite), als auch seinen Komödien (Uma Vida Normal). Auch dem Publikum gefielen seine Filme, von denen einige unter den 40 erfolgreichsten heimischen Filmproduktionen seit 2004 sind, etwa sein sozialkritischer Unterhaltungsfilm A Esperança Está Onde Menos Se Espera von 2009, mit Virgílio Castelo und Ana Padrão in den Hauptrollen, oder der tragikomische feministische Sei Lá 2014 mit Leonor Seixas. Doch seine Filme entsprechen einerseits nicht den speziellen Erwartungen an einen Autorenfilm, und da sie andererseits nicht zu den internationalen, kommerziellen Kinoproduktionen passen, ist Joaquim Leitão ein Erfolg außerhalb Portugals bisher verwehrt geblieben.

## Filmografie

### Regisseur
- 1980: O Aprendiz de Mago (Kurzfilm)
- 1987: Duma Vez por Todas
- 1988: Voltar (fernsehfilm)
- 1990: Ransom
- 1990: A Ilha
- 1991: Ao Fim da Noite
- 1994: Uma Cidade Qualquer
- 1994: Ein ganz normales Leben (Uma Vida Normal)
- 1995: Adão e Eva
- 1997: Tentação
- 1999: Inferno
- 2005: „Até Amanhã, Camaradas“ TV-Mehrteiler
- 2006: 20,13
- 2009: A Esperança Está Onde Menos Se Espera
- 2013: Quarta Divisão
- 2014: Sei Lá
- 2017: Índice Médio de Felicidade
- 2017: O Fim da Inocência
- 2020: Terra Nova (Fernseh-Mehrteiler des Films, mit Artur Ribeiro)

### Schauspieler
- 1983: Um S Marginal R: José de Sá Caetano
- 1984: O Lugar do Morto R: António-Pedro Vasconcelos
- 1985: Atlântida: Do Outro Lado do Espelho R: Daniel Del Negro
- 1986: Contactos R: Leandro Ferreira
- 1986: Uma Rapariga no Verão R: Vítor Gonçalves
- 1987: O Bobo R: José Álvaro Morais
- 1988: Meia Noite R: Vítor Gonçalves
- 1993: Fluchtpunkt (O Fio do Horizonte) R: Fernando Lopes
- 1995: Feuerzeichen (Sinais de Fogo) R: Luís Filipe Rocha
- 1999: Jaime R: António-Pedro Vasconcelos
- 2000: Nelken für die Freiheit (Capitães de Abril) R: Maria de Medeiros
- 2002: O Delfim R: Fernando Lopes
- 2004: Portugal S.A. R: Ruy Guerra
- 2004: Lá Fora R: Fernando Lopes
- 2005: Até Amanhã, Camaradas (Fernsehserie, auch Regie)
- 2006: 98 Octanas R: Fernando Lopes
- 2007: Antes de Amanhã R: Gonçalo Galvão Teles
- 2007: O Capacete Dourado R: Jorge Cramez
- 2007: Call Girl R: António-Pedro Vasconcelos
- 2013: Nachtzug nach Lissabon R: Bille August
- 2013: Quarta Divisão (auch Regie)
- 2014: Os Gatos Não Têm Vertigens R: António-Pedro Vasconcelos
- 2018: O Caderno Negro R: Valeria Sarmiento
- 2021: O Livro Negro do Padre Dinis (Fernseh-Mehrteiler, eine Folge) R: Valeria Sarmiento
- 2022: Nunca Nada Aconteceu R: Gonçalo Galvão Teles